# Hilde Böhme-Burkhardt
Hilde Böhme-Burkhardt (geb. Böhme; * 24. August 1915 in Schneeberg; † 25. September 1963 in Freiberg) war eine deutsche Malerin und Grafikerin.

## Leben und Werk
Hilde Böhme war die Tochter von Friedrich Böhme, Zeichenlehrer am Lehrerseminar Schneeberg. Sie studierte an der Staatlichen Zeichenschule für Textilindustrie und Gewerbe in Schneeberg und anschließend an der Kunstgewerbeschule Dresden bei Arno Drescher. Danach studierte sie bei Georg Walter Rössner an der Berliner Akademie und an der Akademie der Bildenden Künste Prag bei Heinrich Hönich. Danach arbeitete sie in Freiberg als freischaffende Künstlerin. In der Zeit des Nationalsozialismus war sie obligatorisch Mitglied der Reichskammer der bildenden Künste und nahm sie 1941 und 1943 an der Großen Dresdner Kunstausstellung teil. 
1948 gehörte sie zu den Gründern des lokalen Künstlerkreises Die Kaue, der bis 1962 bestand.
Neben der freien künstlerischen Arbeit betätigte sie sich für den Karl Nitzsche Verlag in Niederwiesa als Illustratorin und leitete sie einen Mal- und Zeichenzirkel an der Bergakademie Freiberg.
Bilder Hilde Böhme-Burkhardts befinden sich u. a. im Deutschen Bergbaumuseum Bochum und im Museum für bergmännische Volkskunst Schneeberg.

## Werke (Auswahl)

### Malerei und Zeichenkunst
- Erzgebirgshäuser (1946, Aquarell)[5]
- Bildnis Michaels (1947)[6]
- Kartoffelernte (um 1947, Aquarell)[7]
- Herrenporträt (1947, Aquarell)[8]
- Junge Tänzerin (1952, Öl)[9][10]
- Boote (1950, Aquarell)[11][10]
- Bauernhaus im Winter (vor 1951, Öl)
- Muldenlandschaft unterhalb Weißenborn (Aquarell, 40 × 55 cm)[12]
- Hüttenmann (Pinselzeichnung, 60 × 50 cm)[13]
- Spinnerin (1959, Kohlezeichnung, 43 × 64 cm; auf der Ausstellung „Frauenschaffen und Frauengestalten in der bildenden Kunst“)

### Illustration und grafische Gestaltung von Büchern
- Helga Grupner und Herta Kürth: Masken, bunte Lampions und Sterne. Karl Nitzsche, Niederwiesa, ca. 1961
- Falter, Pfau und Elefant. Über das schmückende Gestalten. Karl Nitzsche, Niederwiesa, 1963

## Ausstellungen (unvollständig)

### Einzelausstellungen
- 1956: Freiberg, Stadt- und Bergbaumuseum (mit Herbert Humpisch und Werner Küttner)
- 1962: Freiberg, Stadt- und Bergbaumuseum („Die Kaue. H. Böhme-Burkhardt, H. Humpisch“)

#### Postum
- 2015: Freiberg, Stadt- und Bergbaumuseum
- 2015: Schneeberg, Museum für bergmännische Volkskunst

### Ausstellungsbeteiligungen
- 1948: Freiberg, Stadt- und Bergbaumuseum („3. Ausstellung Erzgebirgischer Künstler“)[14]
- 1949: Glauchau, Stadt- und Heimatmuseum („Frühjahrs-Kunstausstellung 1949“ des Zwickauer Künstlerkreises)
- 1951: Chemnitz, Schlossbergmuseum (Mittelsächsische Kunstausstellung. „Kunst ist Leben“)
- 1956: Freiberg, Stadt- und Bergbaumuseum („Freiberger Künstler schaffen für die neue Schule in Halsbrücke“)[15]
- 1960: Berlin, Pavillon der Kunst („Frauenschaffen und Frauengestalten in der bildenden Kunst. 50 Jahre Internationaler Frauentag.“)
- 1962: Freiberg, Stadt- und Bergbaumuseum („6. Ausstellung Freiberger Künstler“)
- 1963: Karl-Marx-Stadt, Museum am Theaterplatz („10 Jahre Architektur, bildende Kunst und bildnerisches Volksschaffen in Karl-Marx-Stadt“)[16]